# Concert du nouvel an 1943 à Vienne
Le concert du nouvel an 1943 de l'orchestre philharmonique de Vienne, qui a ieu le 1er janvier 1943, est le troisième concert du nouvel an donné au Musikverein, à Vienne, en Autriche. Il est dirigé également pour la troisième fois par le chef d'orchestre autrichien Clemens Krauss.
Johann Strauss II y est de nouveau le compositeur principal, mais son frère Josef revient au programme avec trois pièces qu'il a composées seul.
Huit pièces sur les douze au total sont jouées pour la première fois au concert du nouvel an.

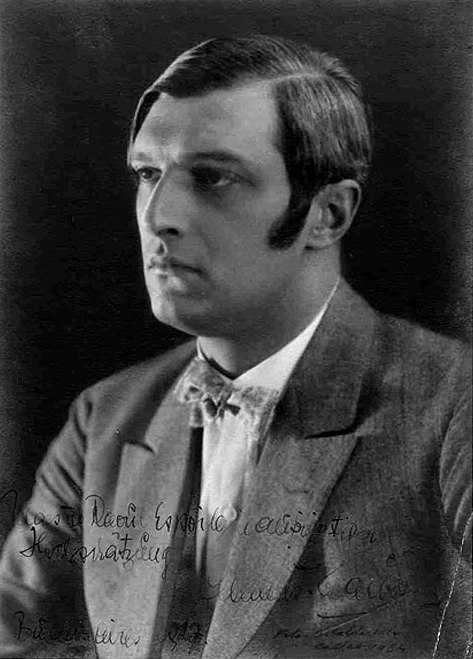
Le chef Clemens Kraus

## Programme
Les pièces suivies d'un astérisque (*) sont jouées pour la première fois.
1. Josef Strauss : Sphärenklänge, valse, op. 235*
2. Josef Strauss : Die Libelle, polka-mazurka, op. 204*
3. Josef Strauss :  Jokey-Polka, polka rapide, op. 278*
4. Johann Strauss II : Lagunen-Walzer, valse, op. 411*
5. Johann Strauss II : Louischen, polka française, op. 339*
6. Johann Strauss II : Freikugeln, polka rapide, op. 326*
7. Johann Strauss II : ouverture de l'opérette Der Zigeunerbaron
8. Johann Strauss II : Marche égyptienne, marche, op. 335
9. Johann Strauss II : Voix du printemps, valse, op. 410*
10. Johann Strauss II et Josef Strauss : Pizzicato-Polka, polka
11. Johann Strauss II : Tritsch-Tratsch-Polka, polka rapide, op. 214*
12. Johann Strauss II : Kaiserwalzer, valse, op. 437

Les compositeurs joués
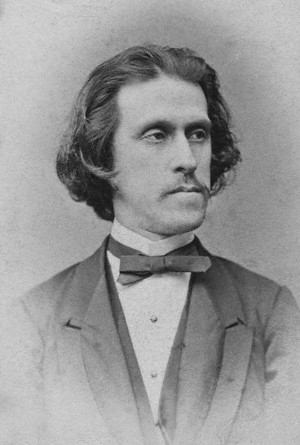
Josef Strauss
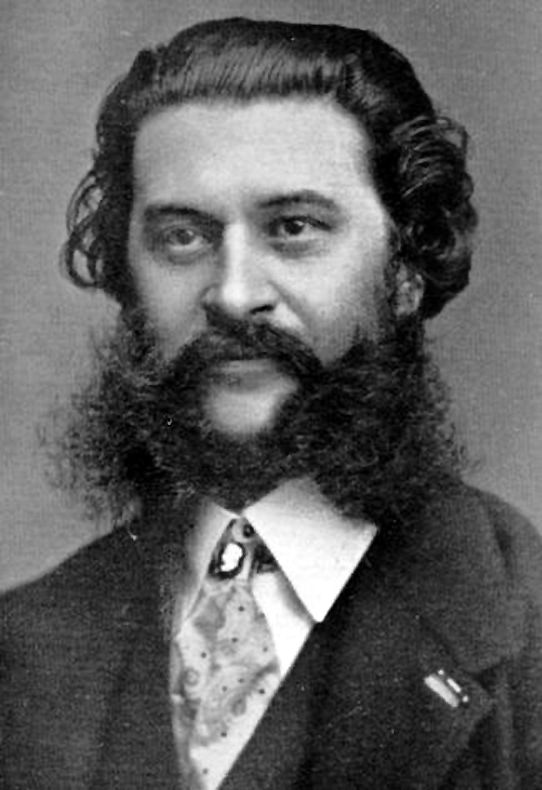
Johann Strauss (fils)